# Old Royal Naval College
Le Royal Naval College de Greenwich fut, de 1873 à 1998, une école d'officiers de la Royal Navy, ainsi que le siège de l’Ecole supérieure navale (staff college), assurant la formation des officiers généraux de la Marine. Elle jouait donc un rôle analogue à celui de l’École militaire de Camberley pour l'Armée de Terre, et de l’École de l'air de Bracknell pour la Royal Air Force.

## Histoire
Le Royal Naval College de Greenwich a été fondé par Décret en conseil du 16 janvier 1873. Il devait être administré par un président (recruté nécessairement parmi les officiers d'active), un capitaine de vaisseau, un Directeur des études ; il devait employer des professeurs de mathématiques, de physique, de chimie, de génie mécanique et de fortifications. Ses élèves devaient avoir atteint le grade de sous-lieutenant. L'établissement devait constituer « l'université militaire de la Marine. »
Ce Royal Naval War College, installé à Greenwich au mois de novembre 1900 avant de déménager à Devonport puis Portsmouth, transféra ses activités à l'école militaire de Greenwich en 1914. Au cours de la Première guerre mondiale, l'établissement fut converti en caserne et en centre de recherches militaires. La formation supérieure d'officiers ne reprit qu'en 1919.
Le 30 octobre 1939, l'Ecole se mit à former les premières femmes-officiers du Women's Royal Naval Service. Au cours de la Deuxième guerre mondiale, elle accrut encore le nombre de ses étudiants des deux sexes pour subvenir aux besoins d'une marine de guerre en pleine expansion : il s'agissait de former des officiers pour le front, et elle diplôma près de 35 000 hommes et femmes au cours de cette période. En 1943, une bombe allemande détruisit Admiral's House, dans l'aile nord du cours du Roi Charles ; une autre bombe frappa la façade de l'École.
Le Département de science et technologie du nucléaire de la Marine fut aménagé sur les terrains de l'établissement en 1959, et son centre d'essais, le réacteur JASON, fut mis en service dans le hall Roi William en 1962.
En 1967, c'est sur l'escalier d'honneur que la reine Élisabeth II a anobli Francis Chichester, en hommage à ses exploits de navigateur en solitaire, le premier à reprendre l'ancienne route des cap-horniers, et détenteur du record de circumnavigation en neuf mois et un jour.
L'École Royale d'architecture navale, département du College depuis 1873, a fusionné avec l'University College de Londres en 1967. Le Royal Naval College a continué de former des femmes-officiers jusqu'en 1976, date à laquelle les cours ont été transférés au Britannia Royal Naval College.

## Bâtiments

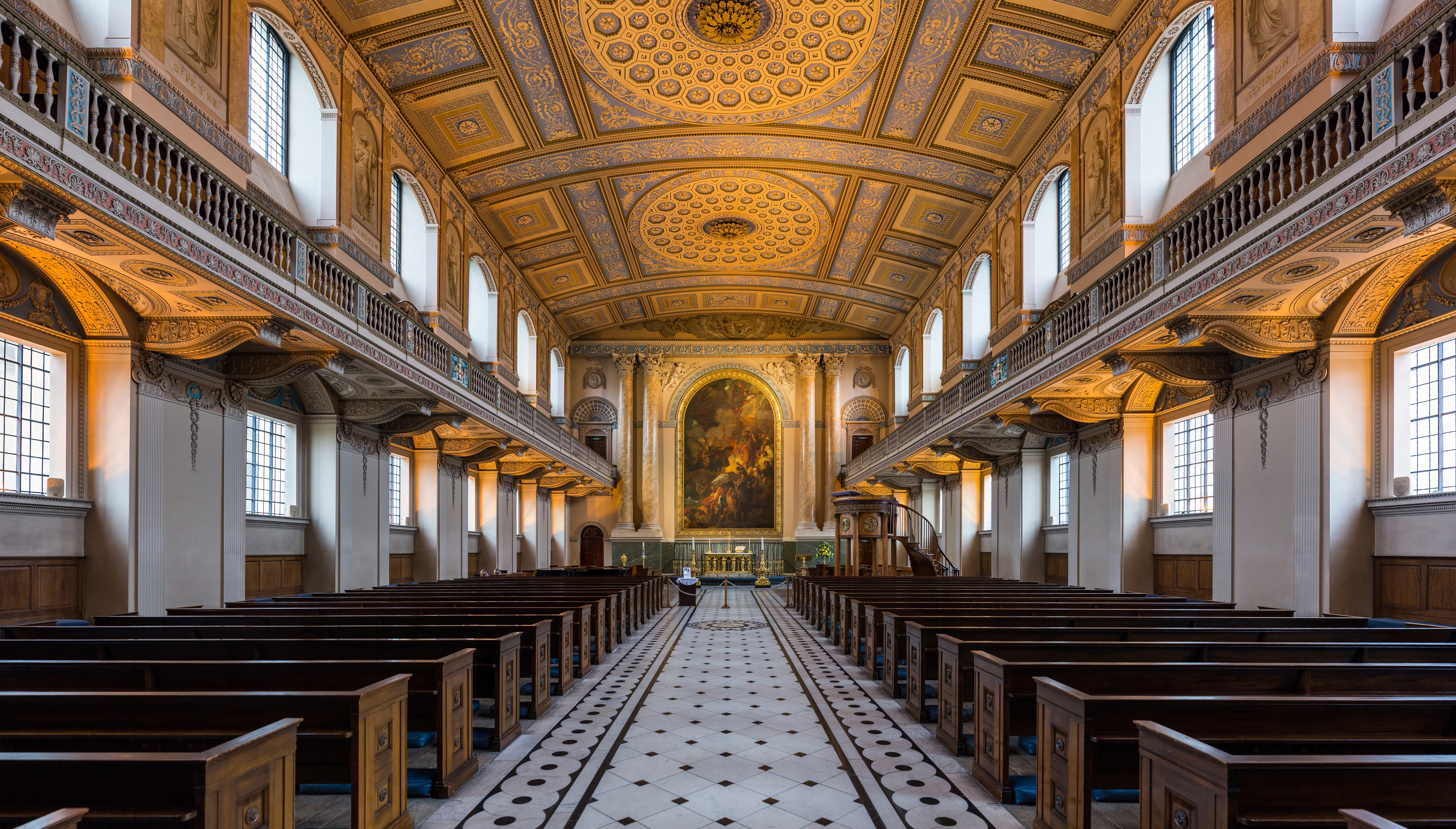
Vue d'ensemble de la chapelle.

L'École avait été aménagée dans des bâtiments dessinés par Christopher Wren et construits entre 1696 et 1712, à l’emplacement du palais de Placentia : ce devait alors être l'Hôpital de Greenwich (Royal Hospital for Seamen at Greenwich), un hospice pour marins handicapés. Il ferma ses portes en 1869, et ses derniers pensionnaires furent transférés dans des hospices civils.
L'Old Royal Naval College est désormais l'ensemble architectural central du Maritime Greenwich, situé à Greenwich, Londres, le site classé au Patrimoine mondial par l'UNESCO décrit comme ayant une « valeur universelle exceptionnelle » et reconnu comme étant le « plus beau et plus spectaculaire ensemble architectural et paysage situé dans les îles britanniques ».
Le site est géré par la Greenwich Foundation pour le compte du Old Royal Naval College (Foundation), fondée en juillet 1998 avec le statut de Registered Charity dans le but de « s'occuper de ces magnifiques bâtiments et de leurs domaines pour le bénéfice de la nation ». Le parc et certains de ses bâtiments sont ouverts aux visiteurs.

La chapelle St Paul du Collège est richement décorée avec un ensemble d'éléments de style antique.

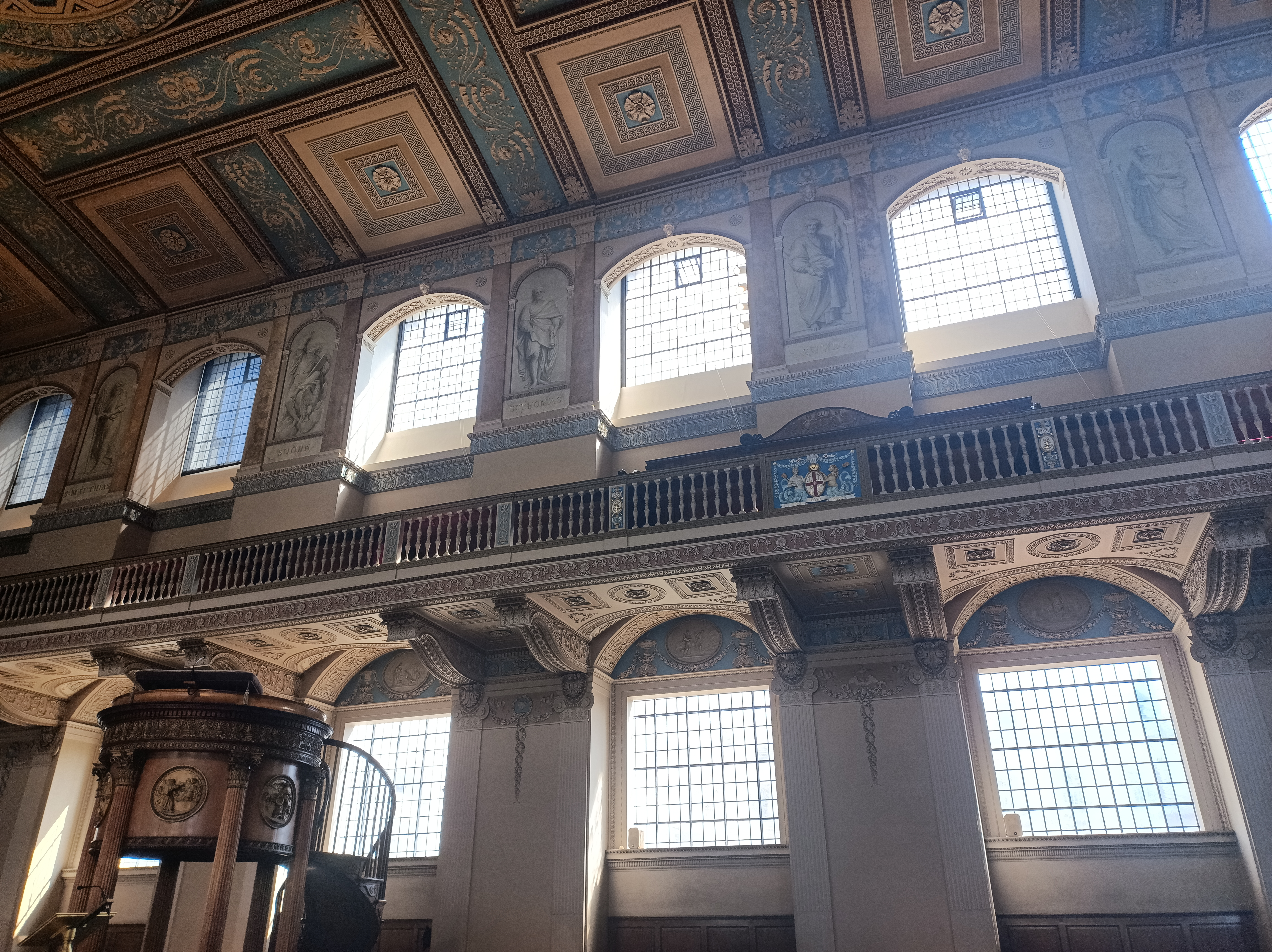
L'inscription SPQB inspiré du SPQR.
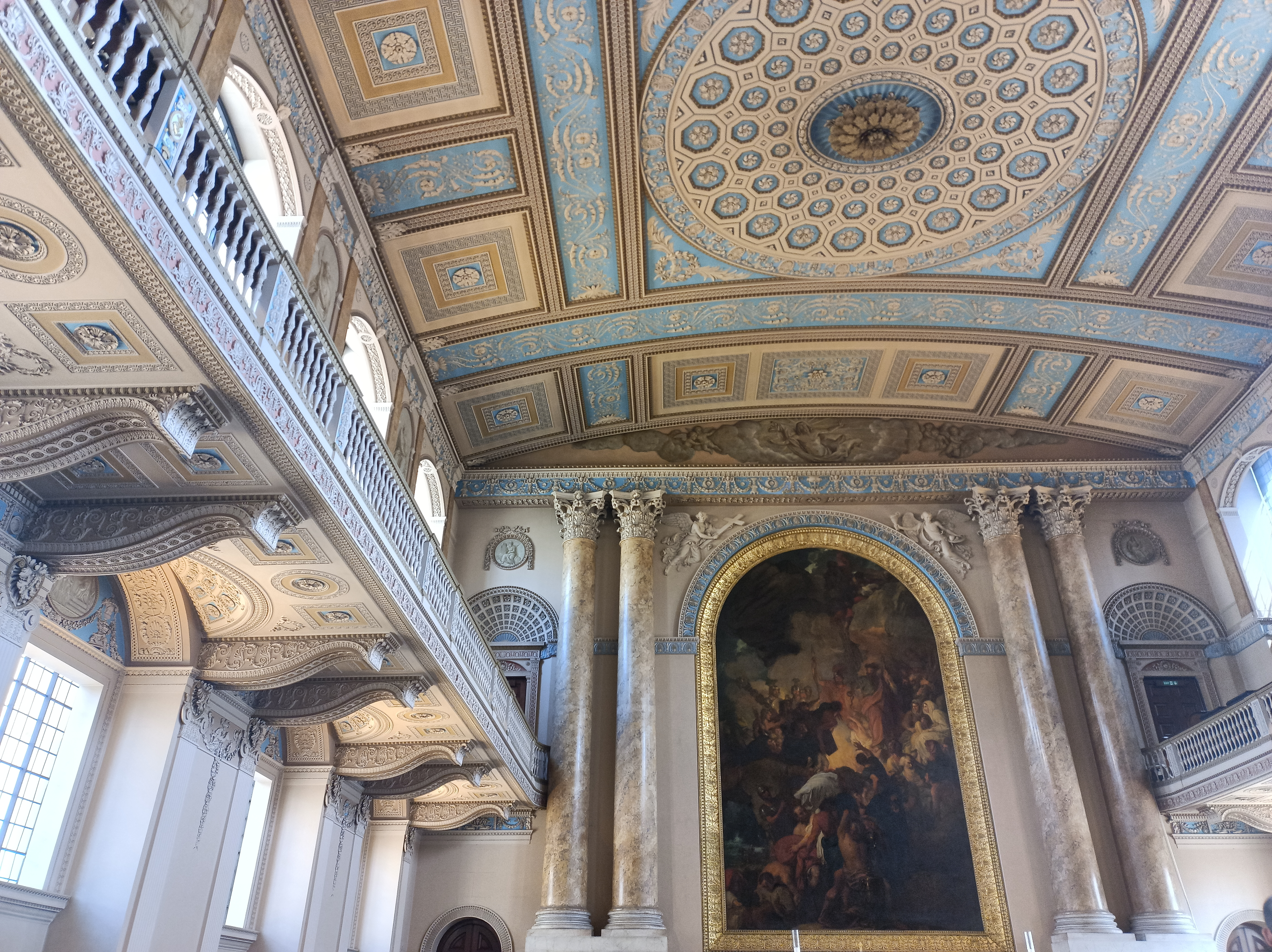
Tableau montrant St Paul.
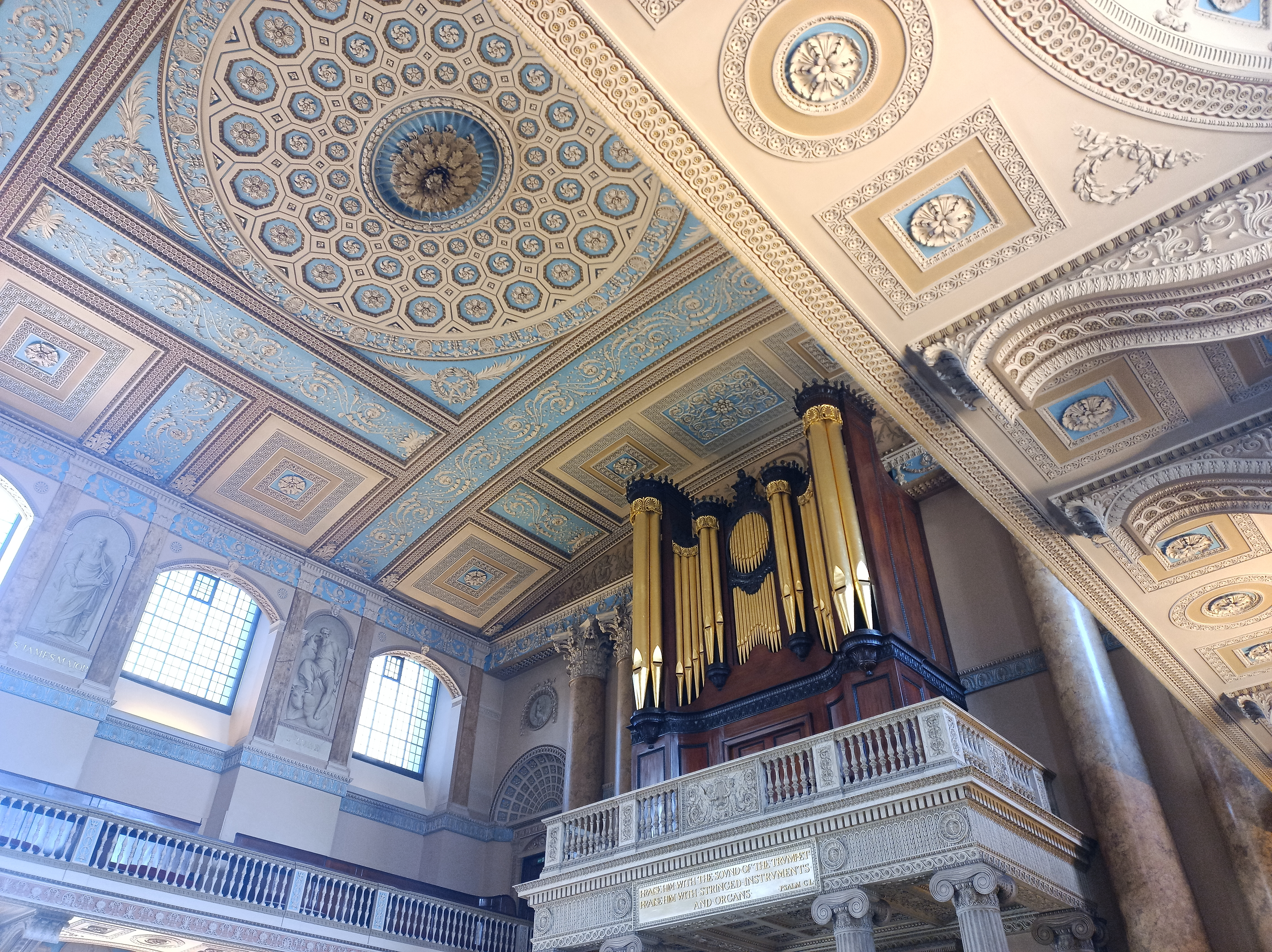
L'orgue situé en face.

## Sources et bibliographie
- (en) Cet article est partiellement ou en totalité issu de l’article de Wikipédia en anglais intitulé « Old Royal Naval College » (voir la liste des auteurs).